# Penches
Penches es una localidad del municipio burgalés de Oña, en la Comunidad Autónoma de Castilla y León (España). 
La iglesia está dedicada a san Martín obispo.

## Localidades limítrofes
Confina con las siguientes localidades:
- Al noreste con Villanueva de los Montes.
- Al sureste con Barcina de los Montes.
- Al sur con La Parte de Bureba.
- Al suroeste con Pino de Bureba.
- Al oeste con Oña.

## Demografía
Evolución de la población
| Gráfica de evolución demográfica de Penches entre 2000 y 2017      |
|                                                                    |
| Población de derecho (2000-2017) según el padrón municipal del INE |

## Historia
Así se describe a Penches en el tomo XII del Diccionario geográfico-estadístico-histórico de España y sus posesiones de Ultramar, obra impulsada por Pascual Madoz a mediados del siglo XIX:

Villa con ayuntamiento en la provincia, diócesis, audiencia territorial y capitanía general de Burgos (9 leguas), partido judicial de Briviesca (5). Situada en un estrecho valle, formado por dos cuestas las cuales la resguardan de los vientos N y S y son una continuación de la sierra que desde Oña va a enlazarse con la de Pancorbo. Tiene 16 casas de un solo piso, una fuente abundante y de buena agua con un pilón o abrevadero para las caballerías; una iglesia parroquial (San Martín), con un cura párroco y un sacristán para su servicio y un cementerio extramuros e inmediato al pueblo. Confina el término N Villanueva de los Montes; E Barcina de los Montes; S Laparte y O Oña. El terreno participa más de monte que de llano, todo pedregoso poco fértil y secano, si bien por la abundancia de agua podría segarse la hondonada que forma el valle. Hay 2 montes conocidos con los nombres de Peña-amasilla y Prado-sevilla poblados de hayas, cuyas maderas solo las utilizan los vecinos para quemar; el suelo de estos montes produce también pastos los cuales se arriendan en verano para los ganados trashumantes. Pasa inmediato un riachuelo denominado la Torca, que es de curso perenne aunque poco caudaloso, y nace a distancia de 1 legua; se le unen varios arroyos, a los cuales dan origen los manantiales que hay en el término. Caminos: los locales que todos son de herradura a causa de la aspereza del terreno. Producciones: trigo, maíz, habas, lentejas y otras legumbres, cáñamo, lino y algunas frutas y cría ganado yeguar de vientre, vacuno, cabrío y de cerda, de todo en corto número. Industria: ésta se reduce a la agricultura y cría de ganado, empleándose también algunos vecinos en vender leña. Población: 12 vecinos, 45 almas. Capital productivo: 107.400 reales. Imponible: 9.643. Contribución: (V. el cuadro sinóptico del partido).
Diccionario geográfico-estadístico-histórico de España y sus posesiones de Ultramar